# Wéber Cecília
Wéber Cecília (Zilah, 1944. július 31. –) erdélyi magyar pszichológus, lélektani és szociológiai szakíró.

## Életútja
Középiskoláit a nagyváradi 4. sz. Líceumban végezte (1962), ugyanott az Egészségügyi Technikumban fogtechnikusi képesítést (1966), majd a BBTE-n lélektan–román nyelv szakos tanári diplomát szerzett (1972). Fogtechnikusként dolgozott Élesden (1965–66), Nagyváradon (1966–72), gyermekpszichológusként a nagyváradi gyermekkórházban (1972–82), majd a város mentálhigiénés központjának vezető pszichológusa volt. 1990-től tanít a Lorántffy Zsuzsanna Református Gimnáziumban s 1996-tól a Sulyok István Főiskolán, ahol 1997–2002 között a szociális munkás szak tanszékvezetője. Az Erdélyi Pszichológiai Szemle szerkesztőbizottságának tagja (2000-től).

## Munkássága
Első szaktanulmányát a Neurologie, Psihiatrie, Neurochirurgie c. folyóiratban közölte (1978). Közleményeinek jelentős része a családszociológia körébe tartozik, ezek a szaksajtóban, kongresszusi kötetekben (Gyorsjelentés a gyermekszegénységről Magyarországon és Romániában. Budapest, 2000), a Partiumi Egyetemi Szemle (2001/1, 2002/2), a Társadalomtudomány, neveléstudomány c. gyűjteményes kötetben (Nagyvárad, 2003) jelentek meg. Rendszeresen részt vesz bel- és külföldi gyermek-ideggyógyászati kongresszusokon.

## Egyetemi jegyzetei
- Gyógypedagógiai alapismeretek (Nagyvárad, 2003)
- Neveléslélektan (Nagyvárad, 2003)

## Társasági tagság
- Román Pszichiáterek Szövetsége
- Magyar Pszichológiai Társaság